# Cherry St.
I Cherry St. sono stati un gruppo glam metal formato a Los Angeles nel 1990 dal fondatore della Perris Records, Tom Monroe Mathers.

## Storia
A causa della continua mutazione della formazione, all'interno del gruppo hanno militato artisti come Jamie Scott, già bassista dei Tyketto e Davy Vain, o il cantante dei Tigertailz Steevi Jaimz. Questo fu presto sostituito da Roxy Dahl (Chris Van Dahl).
La formazione originale della band vedeva i chitarristi Taz e Tom Monroe Mathers, il bassista Jaime Scott, il batterista Kelly James e il cantante Shannon. Shannon e Jaime Scott avevano suonato assieme in una band situata a Lancing, Michigan, realizzando un cd autofinanziato prima che Shannon si spostasse a Los Angeles per raggiungere la band Injection.
Il disco Squeeze It Dry venne realizzato nel 1993 per la JRS Records, ed una di queste tracce venne co-prodotta da Erik Turner dei Warrant e l'ex Black N'Blue Tommy Thayer.
Dahl fondò poi la band Boneyard realizzando una demo nel 1991, con il chitarrista Jeff Bone, il bassista Red Rosell ed il batterista Cory Silver. Tom Mahters  fondòla nuova etichetta Perris Records, una compagnia che si dedicherà alla promozione delle ormai dimenticate hair metal band.
Dahl, riprendendo il suo vero nome Chris Van Dahl raggiungerà gli L.A. Guns registrando con loro l'album American Hardcore nel 1996. Dopo aver lasciato questi ultimi, Van Dahl fondò i The Wov.
I Cherry St. decisero di continuare la carriera con il mini-album Monroe. La formazione era composta dal cantante Shannon Strobel, i chitarristi Tom Monroe Mathers e Taz, il bassista Jimmy Fox ed il batterista Kelly James. L'album vedeva la partecipazione straordinaria di Stevie Rachelle dei Tuff, Kevin Steele dei Roxx Gang e Marq Torien dei BulletBoys.
Il gruppo cambiò radicalmente formazione nel 1999 con il terzo album Buster Cherry. Ora la band era fronteggiata dal cantante degli Helix Brian Vollmer con la partecipazione del cantante dei Watchtower e Dangerous Toys Jason McMaster. Il cast che compose le sessioni era composto dai chitarristi Mathers e Taz, i bassisti Jamie Scott e Don Spinner Korbrecki con Tom Kelley Dobrenty alla batteria. In occasione del quarto album X Rated del 2001, il singer divenne Wes Kimball. La traccia irrealizzata "Comes Around Goes Around", venne inclusa in una compilation edita dalla Perris Records chiamata Hollywood Hairspray III (2004).

## Membri
- Wes Kimball - voce
- Roxy Dahl (Chris van Dahl) - voce
- Tom Monroe Mathers - chitarra
- Taz - chitarra
- Spinner - basso
- Sam - batteria
- Brian Vollmer - voce
- Jamie Scott - basso
- Steevi Jaimz - voce
- Kelly James - batteria
- Shannon Strobel - voce
- Jimmy Fox - basso
- Don Spinner Korbrecki - basso
- Tom Kelley Dobrenty - batteria

### Ospiti speciali
- Stevie Rachelle
- Kevin Steele
- Marq Torien
- Jason McMaster

## Discografia
Album in studio
- 1992 - Cherry St.
- 1993 - Squeeze it Dry
- 1996 - Monroe
- 1999 - Buster Cherry
- 2001 - X Rated

Demo
- 1989 - Cherry St.
- 1991 - Demo